# La Marraine de Charley (film, 1959)
Pour les articles homonymes, voir La marraine de Charley.
Pour plus de détails, voir Fiche technique et Distribution.
La marraine de Charley est un film français réalisé par Pierre Chevalier en 1959, librement adapté de la pièce de Brandon Thomas : « La Marraine de Charley » créée avec succès en Angleterre en 1892.

## Résumé
Cohabitant à l'étroit chez Charley, étudiant en architecture, quatre de ses amis le[Passage problématique] contraignent à s'habiller en femme et à jouer le rôle de sa propre marraine pour louer à bas prix l'hôtel particulier de M. de Saint-Sevran. D'où une succession de quiproquos et de situations cocasses qui ne se termineront qu'à l'arrivée de la vraie marraine.

## Fiche technique
- Titre : La Marraine de Charley
- Réalisation : Pierre Chevalier
- Scénario : d’après la pièce de Brandon Thomas : « Charley’s aunt »
- Adaptation : Jean Girault, Pierre Chevalier
- Dialogue : Jean Girault
- Assistant réalisateur : Édouard Luntz
- Photographie : Walter Wottitz
- opérateur : René Ribault, assisté de Bob Pater et Jacques de Saint-Girons
- Musique : Jean Constantin (Éditions Musicales Transatlantiques)
- Décors : Robert Boudaloux, assisté de James Allan
- Son : Robert Teisseire, assisté de Guy Villette (Perchman)
- Tirage son dans les studios Marignan (Système Picot)
- Montage : Françoise Javet, assistée de Liliane Saurel
- Script-girl : Colette Robin
- Régisseur général : Jean Feix
- Régisseur adjoint : Claude Huyard
- Fourrures : Léon Vissot
- Maquillage : Janine Jarreau, assistée de Eliane Picot
- Photographe de plateau : Robert Joffres
- Ensemblier : Nady Chauviret
- Recorder : Jean Bonnafoux
- Production : Plazza-Films-Productions, Fidès
- Producteur délégué : Adolphe Osso
- Directeur de production : Maurice Saurel
- Secrétaire de production : Josette Kamenka
- Fourrures de Léon Vissot du Faubourg Saint-Honoré
- Tapissier : Robert Pilat
- Accessoiristes : Robert Testard, Gilbert Roimarnier
- Habilleuses : Jeannette Chaix, Dora Ciari
- Contrôleur : Marcel Contant
- Production : Plazza Films, Fides
- Distribution : Les Films Fernand Rivers
- Tournage du 12 janvier au 14 février 1959, dans les studios Photosonor
- Tirage dans les laboratoires Éclair, sur pellicule Gevaert
- Pays :  France
- Format : pellicule 35 mm, noir et blanc
- Durée : 83 minutes
- Date de sortie : 
  - France - 9 octobre 1959
- Visa d’exploitation : 21.582
- Affiche : Clément Hurel (France)

## Distribution
- Fernand Raynaud : Charley Rivoise et Gabrielle de La Mothe (avec la voix de Lita Recio)
- Claude Véga : Luc, un ami de Charley
- Pierre Bertin : monsieur de Saint-Sevran
- Annie Auberson : Rosie Clémence, la petite amie de Charley
- Monique Vita : Minou, une amie
- Albert Michel : Gaston Lemol, le concierge
- Renée Caron : Annick, une amie
- Florence Blot : la patronne du magasin d'habillement
- Sacha Briquet : Jacques, un ami de Charley
- Jean-Pierre Cassel : Claude, un ami de Charley
- Germaine Delbat : Mme Lemol, la concierge
- Jean Juillard : Raymond, un ami de Charley
- Max Montavon : le sommelier de chez "Maxim's"
- Paul Préboist : Raoul Carrivel, le vigile
- Hubert Deschamps : le vendeur de voitures
- Bernard Musson : un extra chez Mr de Saint-Sevran
- Rivers-Cadet : un concierge
- Lucien Barjon : Barjon, le membre de l'institut
- René Berthier : le monsieur sur le trottoir qui veut prendre le billet
- Henri Coutet : le réceptionniste des invitations
- Michel Salina : le général
- Géo Valdis
- Maggy Horiot
- Madeleine Ganne